# Fäbodträsket (Norsjö socken, Västerbotten, 720164-168956)
Fäbodträsket är en sjö i Norsjö kommun i Västerbotten och ingår i Skellefteälvens huvudavrinningsområde. Sjön har en area på 0,51 kvadratkilometer och ligger 287,1 meter över havet. Sjön avvattnas av vattendraget Skorvbäcken.

## Delavrinningsområde
Fäbodträsket ingår i det delavrinningsområde (720129-168954) som SMHI kallar för Ovan 719917-169266. Medelhöjden är 302 meter över havet och ytan är 13,9 kvadratkilometer. Det finns inga avrinningsområden uppströms utan avrinningsområdet är högsta punkten. Skorvbäcken som avvattnar avrinningsområdet har biflödesordning 3, vilket innebär att vattnet flödar genom totalt 3 vattendrag innan det når havet efter 98 kilometer. Avrinningsområdet består mestadels av skog (91 procent). Avrinningsområdet har 0,62 kvadratkilometer vattenytor vilket ger det en sjöprocent på 4,4 procent.